# Imunoglobulina antitetânica
Imunoglobulina anntitetânica é um medicamento constituído por anticorpos contra a  neurotoxina do tétano. É usado na prevenção do tétano em pessoas com ferimentos de elevado risco e que não tenham a vacina contra o tétano em dia. É também usado no tratamento do tétano, em conjunto com antibióticos e relaxantes musculares. É administrada por via intramuscular.
Os efeitos secundários mais comuns são dor no local da injeção e febre. Em casos raros, podem ocorrer reações alérgicas, entre as quais anafilaxia. Na versão humana, existe também um risco muito baixo de transmissão de infeções como hepatite viral e VIH. Considera-se aceitável a administração durante a gravidez. A imunoglobulina antitetânica é produzida a partir de plasma humano ou de cavalo.
A versão produzida a partir de plasma equino vulgarizou-se na década de 1910, enquanto a versão humana só se vulgarizou na década de 1960. O medicamento faz parte da Lista de Medicamentos Essenciais da Organização Mundial de Saúde, os medicamentos mais eficazes, seguros e essenciais num sistema de saúde. Nos países em vias de desenvolvimento, o custo económico da versão equina é significativamente inferior ao da versão humana e nem sempre está disponível a versão humana. A versão equina geralmente não é usada nos países desenvolvidos devido ao risco de doença do soro.